# Maciej Małek
Maciej Małek (ur. 9 lutego 1937 w Szopienicach, zm. 28 grudnia 2023) – polski aktor filmowy i teatralny, prezes łódzkiego oddziału ZASP (od 1993).

## Życiorys
W 1957 ukończył Państwowe Studio Dramatyczne przy Teatrze im. Stanisława Wyspiańskiego w Katowicach. W latach 1958–1961 występował w Teatrze Śląskim im. Stanisława Wyspiańskiego w Katowicach, a w latach 1961–2002 w Teatrze im. Stefana Jaracza w Łodzi.
Członek Zasłużony ZASP. Wieloletni Przewodniczący Oddziału ZASP w Łodzi, Przewodniczący Sekcji Teatrów Dramatycznych, Przewodniczący Komisji ds. Repartycji.
Jego żoną była Bogusława Pawelec.
Zmarł 28 grudnia 2023 roku, pochowany na cmentarzu rzymskokatolickim na Dołach w Łodzi.

## Filmografia
- 1963: Stacja VII
- 1965: Powrót doktora von Kniprode – porucznik Harris
- 1971: Beczka Amontillado – Luchesi
- 1975: Oni
- 1976: Siła bezwładu
- 1983: Adopcja
- 1985: Schody
- 1986: Koncert
- 2000: Bajlland – ksiądz
- 2009: Wiosna

## Dubbing
- 1961: 101 dalmatyńczyków – Pongo (pierwsza wersja dubbingu)
- 1962: Arsene Lupin contra Arsene Lupin – François de Vierne
- 1962: Królowa stacji benzynowej – Sławek
- 1963: Janosik – Ilcik
- 1963: Testament uczonego – Wiaźmin
- 1964: Gdzie jesteś Maksymie?
- 1965: Pamiętnik pani doktor – Doktor Landau
- 1967: Timo Rinnelt porwany – Joachim Rinnelt
- 1968: Che – opowieści o Guevarze – Prado
- 1968: Stopień ryzyka – Oleg
- 1968: Tajemniczy mnich – Łatyszew
- 1968: Wiosenne wody – Von Dönhof
- 1969: Nad jeziorem – Energetyk Jakowlew
- 1970: Raport 36
- 1970: Tropiciel Śladów – Chingachgook
- 1971: Małżonkowie roku drugiego – markiz
- 1971: Śledztwo skończone – proszę zapomnieć – inż. Giovanni Batista Vanzi
- 1971: Z księgi królów – Suhrab
- 1971: Zdradzieckie gry miłosne – Ricciardo
- 1972: Zbrodnia jest zbrodnią – Paul
- 1974: Mały Książę – Historyk
- 1975: Szczęśliwego Nowego Roku
- 1975: W krainie pieczonych gołąbków – Kaflisch
- 1978: Tajemnica stalowego miasta – Marcel Zodiak
- 1980: Czarna kura – Iwan Karłowicz
- 1985: Moryc z ogłoszeniowego słupa – ojciec[8]

## Ordery i odznaczenia
- Krzyż Kawalerski Orderu Odrodzenia Polski (8 listopada 2000)[10]
- Złoty Krzyż Zasługi (1989)
- Srebrny Krzyż Zasługi (1979)
- Srebrny Medal „Zasłużony Kulturze Gloria Artis” (4 czerwca 2008)[11]
- Medal Pro Publico Bono im. Sabiny Nowickiej (2007)[12]
- Medal na 100-lecie ZASP-u[8]
- Odznaka „Zasłużony Działacz Kultury” (1985)
- Honorowa Odznaka Miasta Łodzi (1972)
- Odznaka „Za Zasługi dla Miasta Łodzi” (1999)

Źródło:.

## Nagrody
- Wyróżnienie aktorskie na Kaliskich Spotkaniach Teatralnych za rolę Młodego Scypiona w Kaligula w Teatrze im. Stefana Jaracza w Łodzi (1966)
- Nagroda Wojewody Łódzkiego (1997)
- Nagroda Prezydenta Łodzi z okazji obchodów 110-lecia Teatru im. Stefana Jaracza w Łodzi (1999)
- Nagroda Marszałka Województwa Łódzkiego (2001)
- Nagroda Ministra Kultury i Dziedzictwa Narodowego za nieocenione zasługi dla kultury polskiej (2007)
- Nagroda Miasta Łodzi za wybitne osiągniecia w ostatnich pięciu latach (2008)[1]

Źródło:.